# Aar (Pays-Bas)
Pour les articles homonymes, voir Aar.
L'Aar est une petite rivière néerlandaise de la Hollande-Méridionale, affluent du Vieux Rhin.
Elle commence dans le polder Jacobswoudepolder et traverse la ville d'Alphen-sur-le-Rhin, avant de se jeter dans le Vieux Rhin. L'Aar traverse le Zegerplas, un lac artificiel créé par l'extraction de sable de construction. À environ 2 km à l'est de l'Aar se trouve le Canal de l'Aar, qui forme la liaison entre l'Amstel, le Drecht et le Vieux Rhin.
La rivière croise de manière très discrète quelques rues commerçantes d'Alphen. Une des ambitions de la commune d'Alphen est d'élargir l'Aar et de lui rendre sa place prééminente dans le centre-ville.

## Source
- (nl) Cet article est partiellement ou en totalité issu de l’article de Wikipédia en néerlandais intitulé « Aar (Nederland) » (voir la liste des auteurs).